# Rhamphomyia auripilosa
Rhamphomyia auripilosa är en tvåvingeart som beskrevs av Saigusa 1964. Rhamphomyia auripilosa ingår i släktet Rhamphomyia och familjen dansflugor. Inga underarter finns listade i Catalogue of Life.